# 선생님 (드라마)
《선생님》은 1972년 10월 2일부터 1972년 12월 30일까지 방영된 MBC 일일연속극이다.

## 등장 인물
- 김동원
- 홍세미
- 이영희
- 김순복
- 김혜자
- 김석옥
- 안병우
- 박영태